# 陶嘉明
陶嘉明（1985年10月25日—），江苏南通人，中国男子羽毛球运动员。

## 簡歷
陶嘉明小时候的身体条件并不好，最初只是因为太胖，家人为了幫他减肥才送他去打羽毛球。由於他的悟性和球感特别好，技术水平提高很快，很快便进了专业队。然而，随着江苏队的队友，如徐晨、陈金等一一被选进国家队，但自己卻只能留在江苏队原地踏步，陶嘉明開始对自己前途灰心，甚至起了退役的念头。就在这个时候，他竟接连在比赛中取得不错成绩，因此进入了国家队。
2009年，陶嘉明出戰香港東亞運動會，參加羽毛球比賽的混合雙打及團體項目。其中在混雙賽事，陶嘉明頂替正接受心脏治療的谢中博，擔任老將张亚雯的搭檔；二人首次合作即贏得了金牌。
2010年，陶嘉明夥拍田卿先後贏得中國羽毛球大師賽和中國羽毛球公開賽混双冠军。
2013年8月，陶嘉明參加中國廣州舉行的世界羽毛球錦標賽，與汤金华出戰混合雙打項目。他們首圈以2比0淘汰馬來西亞組合；第二圈面對15號種子、國家隊隊友邱子瀚/包宜鑫，再以2比0勝出晉級；但在第三圈就以0比2（16-21、18-21）不敵另一組隊友，頭號種子徐晨/马晋，16強止步。
陶嘉明感到自己的技战术水平已经进入一个发展瓶颈，即使再坚持下去，也很难有所突破；于是他決定离开國家隊，回到江苏省队去，擔當教练。

## 主要比賽成績
只列出曾進入準決賽的國際賽事成績：
| 年份   | 賽事                   | 公開賽級別 | 項目     | 拍檔   | 成績   |
| ------ | ---------------------- | ---------- | -------- | ------ | ------ |
| 2009年 | 亞洲羽毛球錦標賽       | 其他       | 混合雙打 | 马晋   | 銅牌   |
| 2009年 | 菲律賓羽毛球黃金大獎賽 | 黃金大獎賽 | 男子雙打 | 孙君杰 | 準決賽 |
| 2009年 | 中國羽毛球大師賽       | 超級賽     | 混合雙打 | 王晓理 | 冠軍   |
| 2009年 | 丹麥羽毛球超級賽       | 超級賽     | 男子雙打 | 孙君杰 | 準決賽 |
| 2009年 | 丹麥羽毛球超級賽       | 超級賽     | 混合雙打 | 张亚雯 | 準決賽 |
| 2009年 | 法國羽毛球超級賽       | 超級賽     | 男子雙打 | 孙君杰 | 準決賽 |
| 2009年 | 法國羽毛球超級賽       | 超級賽     | 混合雙打 | 张亚雯 | 準決賽 |
| 2009年 | 東亞運動會羽毛球比賽   | 其他       | 男子團體 | －     | 金牌   |
| 2009年 | 東亞運動會羽毛球比賽   | 其他       | 混合雙打 | 张亚雯 | 金牌   |
| 2010年 | 韓國羽毛球超級賽       | 超級賽     | 混合雙打 | 张亚雯 | 亞軍   |
| 2010年 | 馬來西亞羽毛球超級賽   | 超級賽     | 混合雙打 | 张亚雯 | 冠軍   |
| 2010年 | 德國羽毛球大獎賽       | 大獎賽     | 混合雙打 | 张亚雯 | 準決賽 |
| 2010年 | 中國羽毛球大師賽       | 超級賽     | 混合雙打 | 田卿   | 冠軍   |
| 2010年 | 日本羽毛球超級賽       | 超級賽     | 混合雙打 | 田卿   | 亞軍   |
| 2010年 | 中國羽毛球超級賽       | 超級賽     | 混合雙打 | 田卿   | 冠軍   |
| 2011年 | 馬來西亞羽毛球超級賽   | 超級賽     | 混合雙打 | 田卿   | 亞軍   |
| 2011年 | 韓國羽毛球首要超級賽   | 首要超級賽 | 混合雙打 | 田卿   | 亞軍   |
| 2011年 | 香港羽毛球超級賽       | 超級賽     | 男子雙打 | 张楠   | 準決賽 |
| 2011年 | 中國羽毛球首要超級賽   | 首要超級賽 | 混合雙打 | 夏欢   | 準決賽 |
| 2012年 | 印度羽毛球超級賽       | 超級賽     | 混合雙打 | 夏欢   | 準決賽 |
| 2012年 | 泰國羽毛球黃金大獎賽   | 黃金大獎賽 | 混合雙打 | 汤金华 | 冠軍   |
| 2012年 | 澳門羽毛球黃金大獎賽   | 黃金大獎賽 | 混合雙打 | 汤金华 | 準決賽 |

| 2007-2017年 | 首要超級賽 | 超級賽 | 黃金大獎賽 | 大獎賽 | 國際挑戰賽 | 國際系列賽 | 未來系列賽 | 其他 |

### 奧運會和世錦賽參賽紀錄
|          | 搭檔   | 2010 | 2011 | 2012 | 2013 |
| -------- | ------ | ---- | ---- | ---- | ---- |
| 混合雙打 | 张亚雯 | 8強  | －   | －   | －   |
| 混合雙打 | 田卿   | －   | 8強  | －   | －   |
| 混合雙打 | 汤金华 | －   | －   | －   | 16強 |